# Cruche, Bol et Compotier
Cruche, Bol et Compotier est un tableau réalisé par le peintre espagnol Pablo Picasso en 1908. Cette huile sur toile est une nature morte cubiste représentant donc une cruche, un bol et un compotier. Elle est conservée au Philadelphia Museum of Art, à Philadelphie.

## Expositions
- Le Cubisme, Centre national d'art et de culture Georges-Pompidou, Paris, 2018-2019.